# Lexias dirtea
Lexias dirtea là một loài bướm ngày thuộc họ Nymphalidae. Nó được tìm thấy ở Ấn Độ, Myanmar, miền bắc Thái Lan, miền nam Trung Quốc, Lào, Campuchia, Việt Nam, Malaysia, Indonesia (Sumatra, Java, Borneo) và Philippines. Nó sống chủ yếu ở rừng đầm lầy nguyên sinh.

## Phụ loài

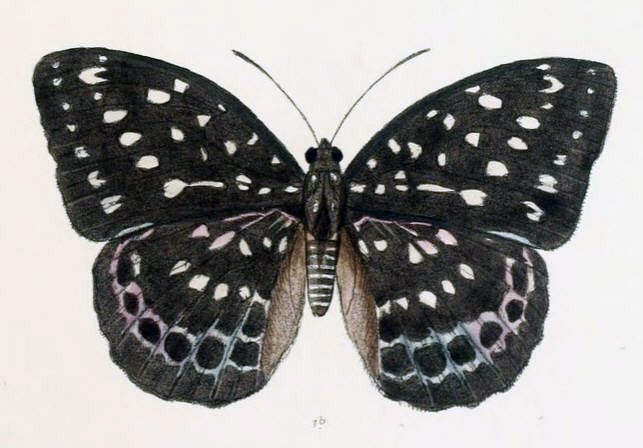
L. d. khasiana

- Lexias dirtea dirtea (North-East Ấn Độ, Naga Hills)
- Lexias dirtea khasiana (Nort-East Ấn Độ, Assam, Burma, Vân Nam)
- Lexias dirtea toonchai (Northern Thailand)
- Lexias dirtea agosthena (Southern China (Kwangtung), Lào, Cambodia, Vietnam)
- Lexias dirtea merguia (Southern Myanmar, Tenasserim, Nam Thái Lan, Malaysia)
- Lexias dirtea montana (Sumatra)
- Lexias dirtea inimitabilis (Siberut, đảo Mentawei)
- Lexias dirtea insulanus (Bangka, Lingga, Singkep)
- Lexias dirtea javana (Western Java)
- Lexias dirtea aquilus (Anambas group)
- Lexias dirtea baliaris (Natuna Island)
- Lexias dirtea chalcedonides (Borneo)
- Lexias dirtea annae (Bawean)
- Lexias dirtea palawana (Philippines, Palawan)
- ??Lexias dirtea iwasakii
- Lexias dirtea bontouxi (Southern Vân Nam)

## Hình ảnh

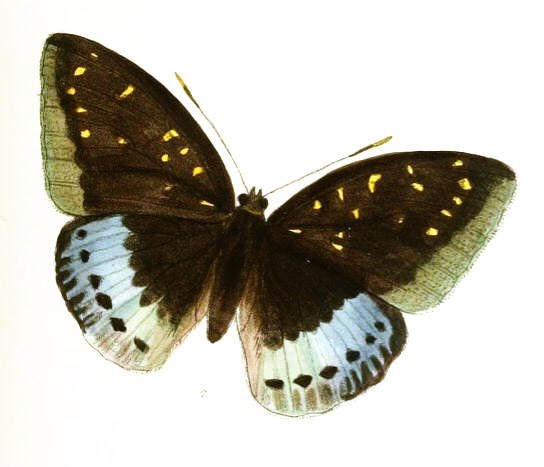
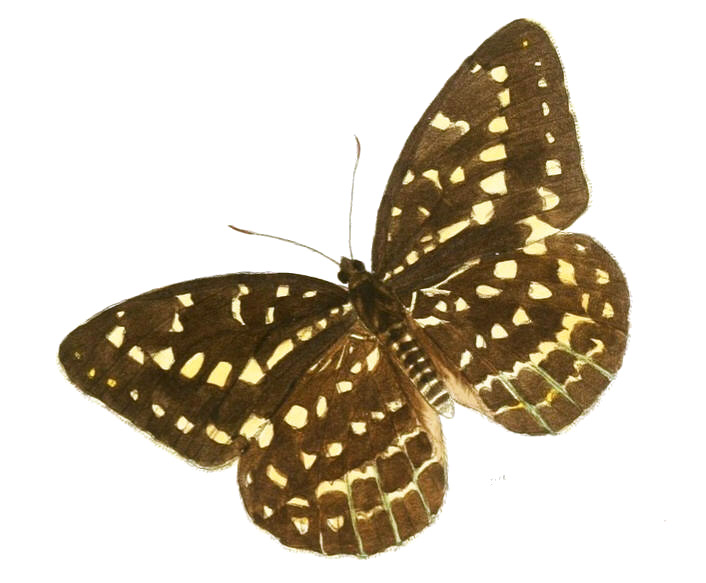
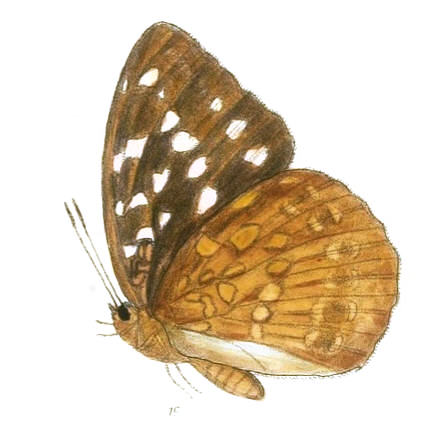
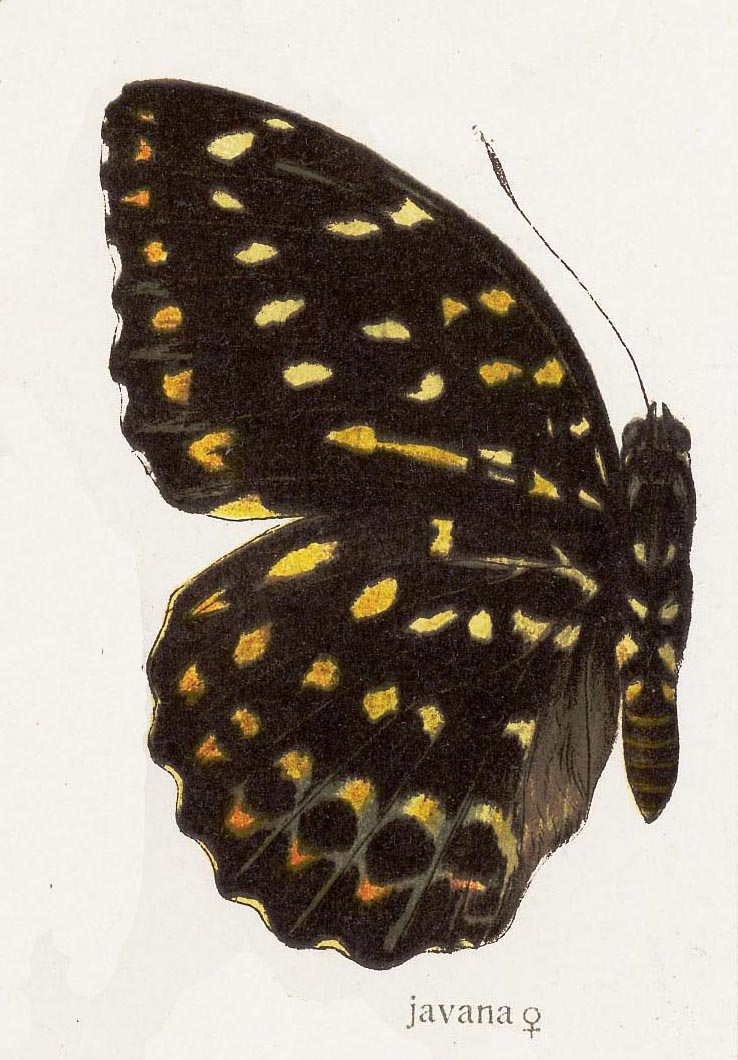